# فابیو دال زوتو
فابیو دال زوتو (ایتالیایی: Fabio Dal Zotto؛ زادهٔ ۱۷ ژوئیهٔ ۱۹۵۷) شمشیرباز اهل ایتالیا است.
وی در مسابقات کشوری و بین‌المللی در مجموع برندهٔ ۱ مدال طلا، ۱ مدال نقره شده‌است.